# Henri Manders
Henri Manders (Den Haag, 2 maart 1960) is een Nederlands voormalig wielrenner, beroeps van 1983 tot 1992. Hij maakte zich vooral verdienstelijk als knecht. Hij heeft zeven maal deelgenomen aan de Ronde van Frankrijk, zonder ooit een keer te zijn uitgevallen. Manders boekte in zijn carrière slechts één belangrijke overwinning, de 5e etappe in de Ronde van Frankrijk van 1985, van Neufchâtel-en-Bray naar Roubaix. Er kleefde echter wel een nare bijsmaak aan deze overwinning. Manders reed in deze etappe lange tijd vooruit met Teun van Vliet, maar kreeg van zijn ploegleider Jan Raas de opdracht om geen kopwerk te verrichten. Toen Van Vliet in de buurt van Roubaix aan het eind van zijn krachten bleek kon Manders eenvoudig de etappezege op zijn naam schrijven.

## Resultaten in voornaamste wedstrijden
| Jaar | Ronde van Italië | Ronde van Frankrijk | Ronde van Spanje |
| ---- | ---------------- | ------------------- | ---------------- |
| 1983 |                  | 81e                 |                  |
| 1984 |                  | 107e                |                  |
| 1985 |                  | 91e (1)             |                  |
| 1987 |                  |                     | opgave           |
| 1988 |                  |                     |                  |
| 1989 |                  | 104e                |                  |
| 1990 |                  | 113e                |                  |
| 1991 |                  | 144e                |                  |
| 1992 |                  | 129e                |                  |

| Jaar | Milaan-San Remo | Gent-Wevelgem | Ronde van Vlaanderen | Parijs-Roubaix | Amstel Gold Race | Parijs-Tours |
| ---- | --------------- | ------------- | -------------------- | -------------- | ---------------- | ------------ |
| 1983 | 77e             | 34e           |                      | 22e            |                  | 37e          |
| 1984 |                 |               |                      |                | 31e              | 60e          |
| 1985 |                 | 61e           |                      |                |                  |              |
| 1987 |                 |               |                      |                |                  |              |
| 1988 |                 | 75e           | 28e                  |                |                  |              |
| 1989 |                 |               |                      |                |                  | 14e          |
| 1990 |                 | 36e           | 21e                  | 20e            | 45e              |              |
| 1991 |                 | 14e           |                      |                |                  | 149e         |
| 1992 |                 | 43e           | 114e                 | 81e            |                  |              |